# (1029) La Plata
(1029) La Plata es un asteroide perteneciente al cinturón de asteroides descubierto por Johannes Franz Hartmann desde el Observatorio Astronómico de La Plata, Argentina, el 28 de abril de 1924.

## Designación y nombre
La Plata se designó inicialmente como 1924 RK.
Más adelante fue nombrado por la ciudad argentina de La Plata.

## Características orbitales
La Plata está situado a una distancia media del Sol de 2,89 ua, pudiendo alejarse hasta 2,967 ua. Tiene una inclinación orbital de 2,428° y una excentricidad de 0,02692. Emplea 1794 días en completar una órbita alrededor del Sol.
La Plata forma parte de la familia asteroidal de Coronis.